# Nudechinus verruculatus
Nudechinus verruculatus is een zee-egel uit de familie Toxopneustidae. De wetenschappelijke naam van de soort werd in 1864 gepubliceerd door Christian Frederik Lütken.